# Station Z
|  | Sammenskrivningsforslag Artiklen Station Z er foreslået føjet ind i Sachsenhausen. (Siden april 2013) Diskutér forslaget |

Station Z var under anden verdenskrig et henrettelsescenter i kz-lejren Sachsenhausen, der ligger 30 km nord for Berlin.

## Historie
Byggeriet af Station Z blev begyndt i januar 1942, og til Sachsenhausens befrielse ved sovjetiske soldater henrettede tyskerne 14.500 sovjetiske krigsfanger i lejren. Da Station Z stod færdig den 28. maj 1942, blev den indviet med henrettelsen af 98 jøder.
Det var SS, der styrede Sachsenhausen og Station Z.

## Ofre
Der blev slået mellem 20.000 og 25.000 mennesker ihjel i Station Z. I alt blev 110.000 mennesker dræbt i Sachsenhausen.
 Der er for få eller ingen kildehenvisninger i denne artikel, hvilket er et problem. Du kan hjælpe ved at angive troværdige kilder til de påstande, som fremføres i artiklen.